# 1648. pr. Kr.
◄ | 18. stoljeće pr. Kr. | 17. stoljeće pr. Kr. | 16. stoljeće pr. Kr. | ►
◄ | 1670-ih pr. Kr. | 1660-ih pr. Kr. | 1650-ih pr. Kr. | 1640-ih pr. Kr. | 1630-ih pr. Kr. | 1620-ih pr. Kr. | 1610-ih pr. Kr. | ►
◄◄ | ◄ | 1651. pr. Kr. | 1650. pr. Kr. | 1649. pr. Kr. | 1648 pr. Kr. | 1647. pr. Kr. | 1646. pr. Kr. | 1645. pr. Kr. | ► | ►►

## Događaji
- oko ove godine prodiranjem Hiksa u deltu Nila u Egiptu počinje drugi prijelazni period